# السلطانة رضية
رَضِيَّة بنت إلتـُتـْمـِش وشهرتها السلطانة رَضِيَّة (1205 - 1240) هي سلطانة من سلطنة دلهي تولت العرش في الفترة (1236 - 1240) خلفا لأخيها ركن الدين فيروز، وهي ابنة السلطان شمس الدين إلتتمش. وقد كانت تدربت في حياة والدها على تنظيم الدولة وتولي شؤون الجيوش وكان يعدها لتكون ولية عهده.

## حياتها وتوليها للعرش
كانت السلطانة رضيّة ابنة لشمس الدين التتمش، الذي بدأ حياته كمملوك تركي وانتهى به كسلطان دلهي. كان إلتتمش مقرباً من سيده قطب الدين أيبك أول سلطان لدلهي، حتى أنه زوجه ابنته قطب بيجوم، رضيّة هي حفيدة قطب الدين أيبك وشمشاد بيجوم (السلطانة الأم) وكان لرضيّة أيضا شقيق يدعى «ناصر الدين محمد». نشأت رضيّة، التي كانت عضوا في الأسرة الحاكمة، في ظروف متميزة وكانت قريبة من عتلات السلطة داخل الحريم (حيث كانت أمها مهيمنة)، كانت رضيّة في حالة تناقض أئمة مع إخوتها غير الأشقاء ركن الدين فيروز ومعز الدين بهرام.
عندما كانت رضيّة في الخامسة من عمرها، توفي قطب الدين أيبك وخلفه إلتتمش، كانت رضيّة مفضلة أبيها، كما سمح لها أن تكون حاضرة حوله بينما كان يتعامل مع شؤون الدولة، في وقت لاحق، مثل بعض الأميرات الأخرى في ذلك الوقت، تم تدريبها على إدارة المملكة إذا لزم الأمر، في غياب والدها أو زوجها، وقد أُثنيَ على قدراتها وجهودها. ومع ذلك، كان الابن الأكبر لإلتتمش وشقيق رضيّة «ناصر الدين محمد» الذي تم إعداده من قبل إلتتمش ليخلفه ولكن توفي ناصر الدين دين فجأة في 1229 م، فخسر إلتتمش خليفه، لولم يكن يشعر أن أيا من أبنائه الباقين كانوا جديرين بالعرش. في 1230، كان عليه أن يغادر العاصمة من أجل قيادة غزو ضد غواليور. وخلال غيابه، عملت رضيّة كوجهة مختصة، بمساعدة وزير السلطان الموثوق به. عاد إلتتمش إلى دلهي في 1231 بعد أن قبض على جواليور، وكانت قضية الخلافة في المقام الأول على ذهنه. أصبح إلتتمش أول سلطان يعين امرأة خلفاً له عندما عين رضيّة وريثة ظاهرية، كانت رضيّة المرأة الحاكمة الأولى والوحيدة في سلطنة دلهي، ومع ذلك، بعد وفاة إلتتمش يوم الأربعاء 30 أبريل 1236، تم رفع الأخ غير الشقيق ركن الدين دين فيروز إلى العرش بدلا منها.
ولكن حكم الدين فيروز كان قصيراً، لتخليه عن السعي لتحسين أمور البلاد واتجاهه لتحقيق المتعة الشخصية والفجور، مما إلى غضب المواطنين، وفي 9 نوفمبر 1236، اغتيل كل من ركن الدين ووالدته شاه تركان بعد ستة أشهر فقط في السلطة، وبالتالي وافق النبلاء والأمراء على تعيين رضيّة سلطانةً لهم.
كان رضيّة حاكماً فعالاً وامتلكت كل صفات الحاكم، وفقا لسياسة أبيها، كانت «راجحة العقل، وراعية للتعلم، وموزعة للعدالة، ومحبة لرعاياها، وذات موهبة حربية، ولديها كل الصفات والمؤهلات الرائعة اللازمة للحكم»، وهي تشتهر أيضا بمشاركتها الرومانسية والأساطير مع حبيبها مالك اختيار الدين ألتونيا والذي ساندها ومكنها من تعزيز حكمها وتحول لاحقاً إلى زوجها.

## فترة الحكم
جلست رضيّة على عرش سلطنة دلهي نحو أربع سنوات (634-637هـ= 1236-1240م) بذلت ما في وسعها من طاقة لتنهض بالبلاد التي خوت خزائنها من المال لإسراف أخيها، وسارت على خطى أبيها في سياسته الحكيمة العادلة، لكنها اصطدمت بكبار أمراء الملوك الذين يشكلون جماعة الأربعين، ويستأثرون بالسلطة والنفوذ، وحاولت جاهدة أن تسوسهم، وتحتال على تفريق كلمتهم، وتعقُّب المتمردين والثائرين عليها، وكانت تظهر بمظهر الرجال، وتجلس على العرش والعباءة عليها، والقلنسوة على رأسها وتقود جيشها وهي تمتطي ظهر فيلها.

### فترة ولاياتها

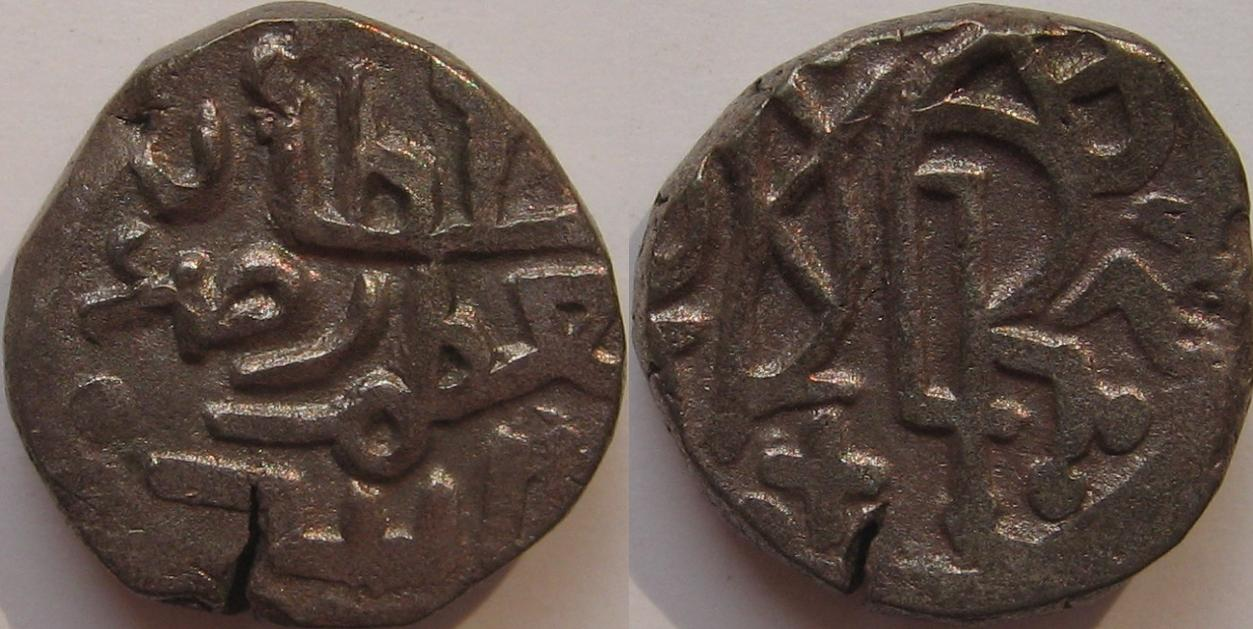
عملة بيلون جيتال للسلطانة رضية

ولما استقرت أحوال مملكتها انصرفت إلى تنظيم شئونها، فعيّنت وزيرا جديدا للبلاد، وفوضت أمر الجيش إلى واحد من أكفأ قادتها هو «سيف الدين أيبك»، ونجحت جيوشها في مهاجمة قلعة «رنتهبور» وإنقاذ المسلمين المحاصرين بها، وكان الهنود يحاصرون القلعة بعد وفاة أبيها السلطان «التتمش».
غير أن هذه السياسة لم تلق ترحيبا من مماليك سلطنتها الذين أنفوا أن تحكمهم امرأة، وزاد من بغضهم لهذا الأمر أن السلطانة قرّبت إليها رجلا فارسيًا يُدعى «جمال الدين ياقوت»، كان يشغل منصب قائد الفرسان، ولم تستطع السلطانة أن تُسكت حركات التمرد التي تقوم ضدها، كما كانت تفعل في كل مرة، فاجتمع عليها المماليك وأشعلوا الثورة ضدها، وحاولت أن تقمعها بكل شجاعة، لكنها هُزمت، وانتهى الأمر بقتلها في (25 ربيع الأول 637هـ= 25 أكتوبر 1239م) وتولّي أخيها السلطان «معز الدين» عرش البلاد.

## ضريح رضيّة
قبر في دلهي القديمة، ليس له قبة ولا يوجد حوله زحام.. هذا ليس مكانا لملكة.. هنا ترقد «السلطانة رضيّة»، الإمبراطورة الرابعة من سلالة الرقيق التي حكمت دلهي في الفترة ما بين عامي 1236 و 1240 ميلادية. كانت رضيّة، وهي من سلالة المسلمين ذوي الأصول التركية الذين فتحوا الهند في القرن الحادي عشر، هي المرأة الوحيدة في التاريخ التي تم تتويجها بسلطنة دلهي وأول حاكمة مسلمة أيضا في جنوب آسيا.
يقع قبر رضيّة البسيط بين الأزقة الضيقة في مدينة دلهي القديمة شمالي الهند. من الواضح أن القبر قد عانى من ويلات الزمن، حيث إنه متهدم ومغطى بالغبار والأوساخ. تحيط مجموعة من المباني السكنية غير الجذابة بالقبر من جميع الجهات. وضع بعض الأشخاص، الذين تعدوا على المكان، قطعا بلاستيكية حول القبر وبدأوا يعيشون فيه، محولين القبر إلى حي حضري.
كان موقع القبر في القرن الثالث عشر عبارة عن غابة، ولا يعلم أحد كيف انتهى جثمان رضيّة إلى حيث ترقد اليوم. وعلى الرغم من أن هناك قبرا آخر بجوار قبرها، فإنه لا يعرف أحد هوية صاحب هذا القبر. قام بعض السكان المحليين بتحويل هذا القبر إلى مكان للعبادة، تقام فيه الصلوات الخمس كل يوم.

## العملات المعدنية
عُثِر على عملات رضيّة بالفضة والبليون. عملة ذهبية واحدة من نمط البنغال معروفة أيضًا. أُصدِرت الخزانات الفضية من كل من البنغال (لاخناوتي) ودلهي. في البداية أصدرت عملات معدنية من دلهي باسم والدها التوميش نقلاً عن لقب نصرت، أي لقب أنثى لناصر.

عملات بيلون جايتال تعود لعهد السلطانة راضية
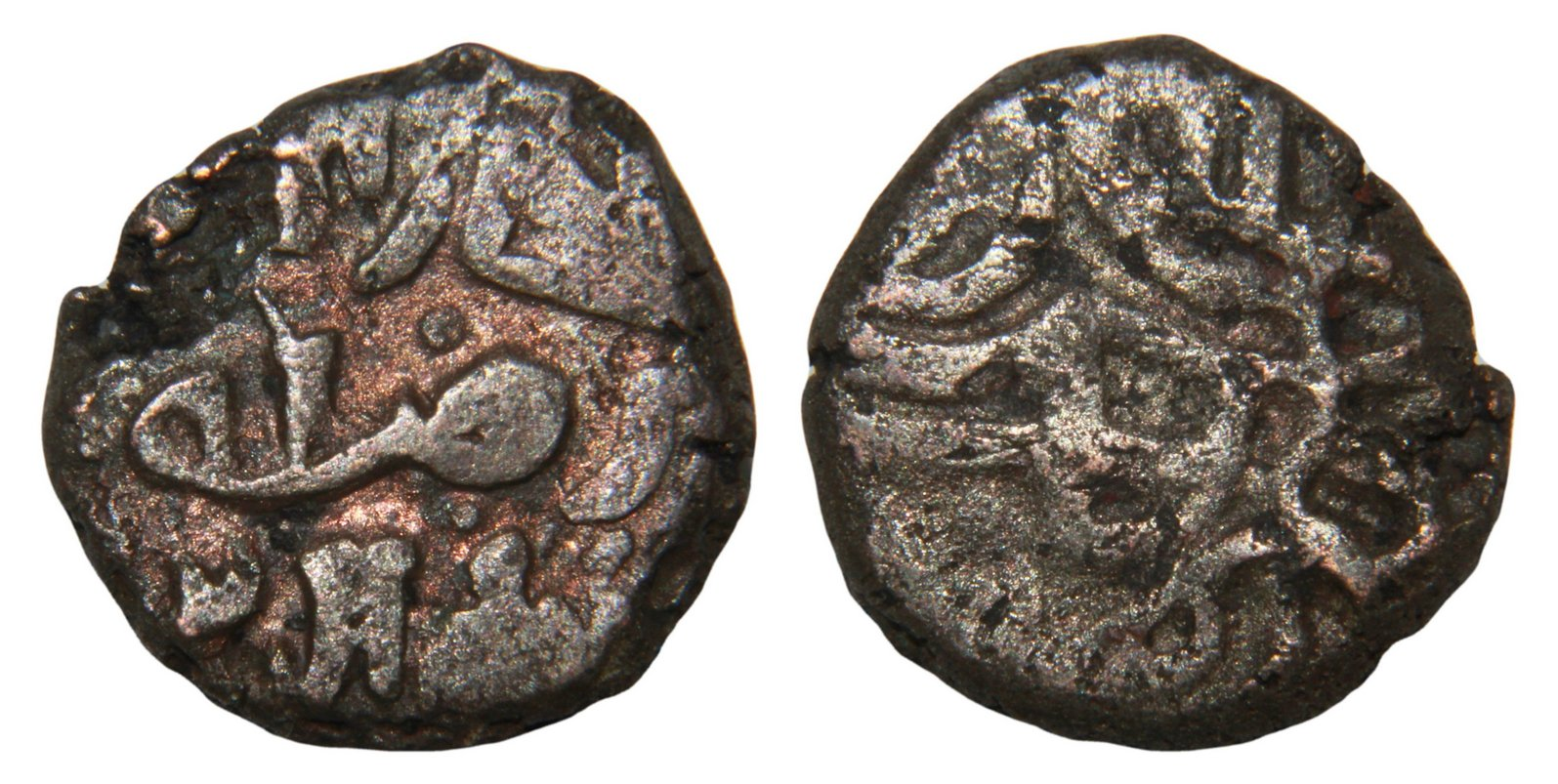
نوع بديون
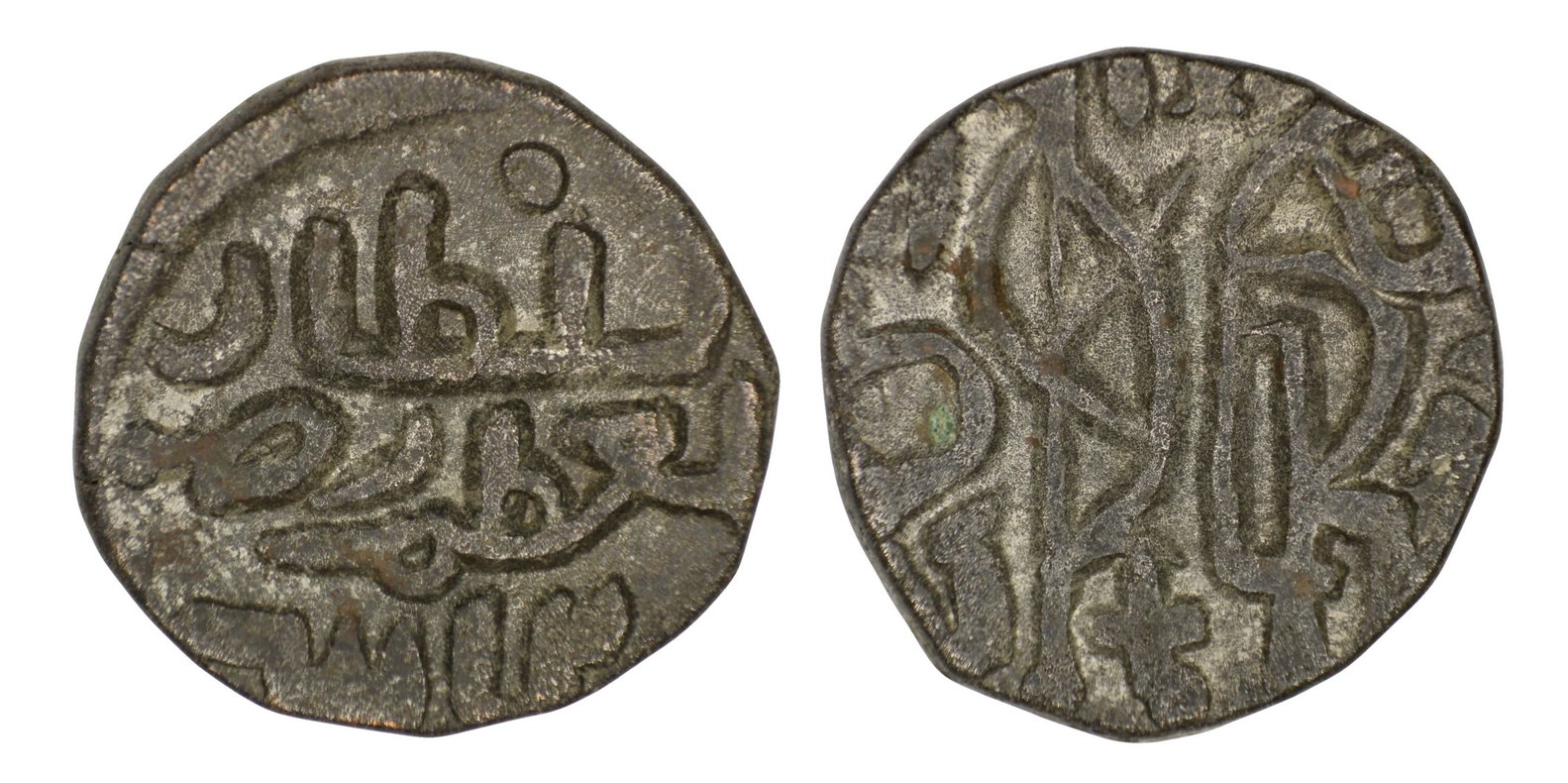
نوع دلهي
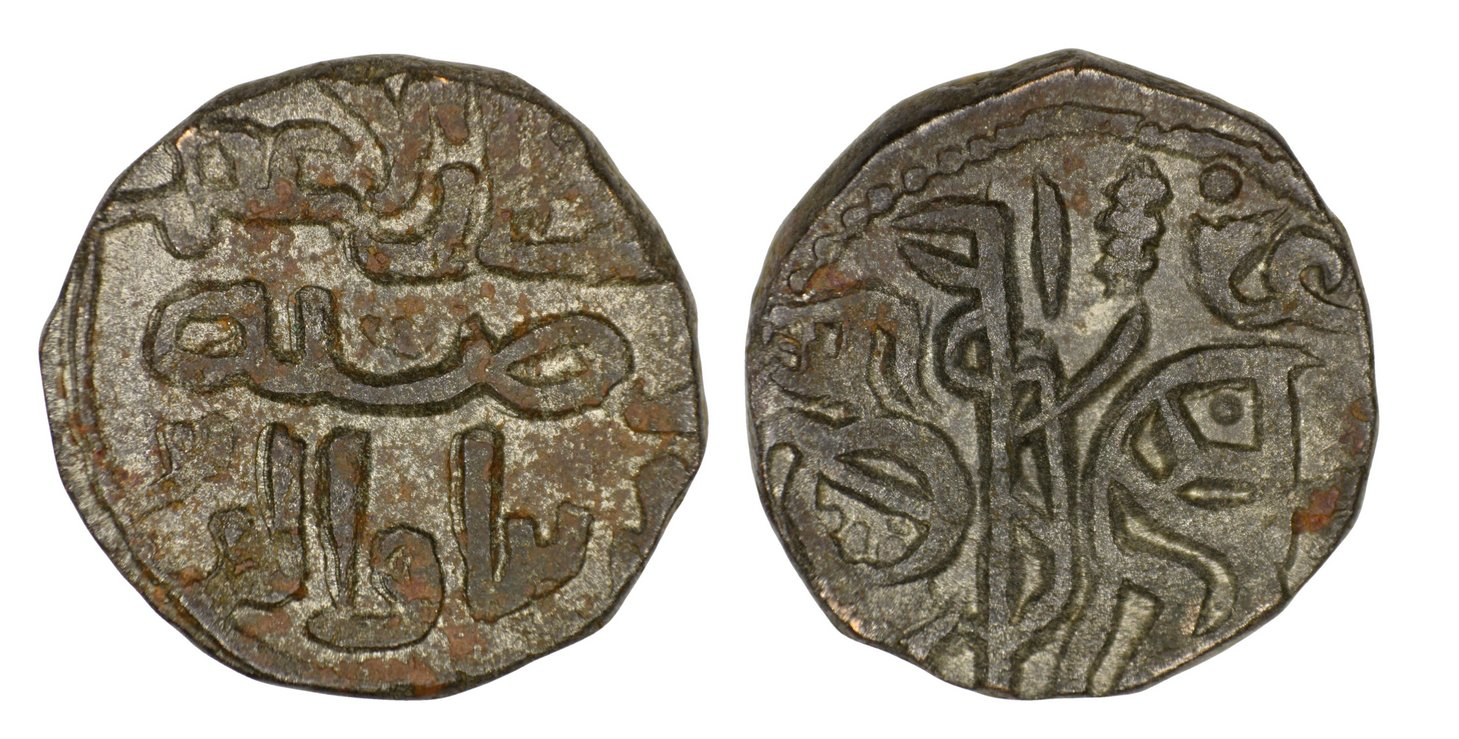
نوع دلهي

## التصوير
صورت العديد من الأفلام الهندية السلطانة. كان فيلم رضيّة بيغوم (1924) فيلمًا هنديًا صامتًا لنانوبهاي ب.ديساي وباغواتي براساد ميشرا. أخرج ديفيندرا جويل رضيّة سلطانة، وهو فيلم هندي باللغة الهندية عام 1961 قام ببطولته نيروبا روي في الدور الفخري. كانت الصورة البارزة هيما ماليني في عام 1983 السيرة الذاتية السلطانة رضيّة [الإنجليزية] بواسطة كمال عمروهي.
في عام 2015، بدأت محطة أند التلفزيونية في بث مسلسل راضية سلطان [الإنجليزية]، وهو مسلسل عن حياة رضيّة، بطولة بانكوري اواشتي بدور رضيّة وروهيت بوروهيت في دور ألتونيا.